# Provincia Panjșir
Provincia Panjșir (persană: پنجشیر) este una dintre provinciile Afganistanului. Este localizată în partea nord-estică a statului.